# Provinz al-Hudud asch-schamaliyya
al-Hudud asch-schamaliyya [ælħuˈduːd æʃːæmæːˈliːjæ] (arabisch الحدود الشمالية, DMG al-Ḥudūd aš-Šamālīya ‚die nördliche Grenze‘) ist eine Provinz in Saudi-Arabien. Die Provinz hat eine Fläche von 111.797 Quadratkilometer und 367.433 Einwohner (Stand 2015). Hauptstadt ist ʿArʿar. Die Provinz befindet sich im Norden von Saudi-Arabien an der Grenze zum Irak und zu Jordanien. Nachbarprovinzen in Saudi-Arabien sind asch-Scharqiyya, al-Qasim, Ha'il und al-Dschauf.
al-Hudud asch-schamaliyya gliedert sich in drei Gouvernements (muḥāfaẓāt): ʿArʿar, Rafhaʿ und Turaif.

## Gouverneure
| Namen                                                 | Zeitraum  | ernannt von  |
| ----------------------------------------------------- | --------- | ------------ |
| Abdullah bin Abdulaziz bin Musaid bin Jiluwi Al Saud  | 1957–2015 | König Saud   |
| Mischal bin Abdullah bin Abdulaziz bin Musaid Al Saud | 2015–2017 | König Salman |
| Faisal bin Khalid bin Sultan Al Saud                  | seit 2017 | König Salman |